# Districte de Lushai Hills
El districte de Lushai Hills fou un antic districte de l'Índia Britànica i de l'Índia que va existir entre 1891 i 1972, a Assam. La capital fou Aijal o Aizwal. La superfície era de 18.718 km² i corresponia a grans trets amb el modern estat de Mizoram. Les muntanyes Lushai eren la seva principal cadena muntanyosa i els rius destacats eren el Tlong o Dhaleswari, Sonai, Tuivol, Koladyne (amb els afluents Mat, Tuichang, Tyao i Tuipui) i Karnaphuli (amb els afluents Tuichong, Kao, Deh, Phairang, i Tuilianpui). El primer cens es va fer el 1901 i va donar una població de 82.434 habitants en 239 pobles. Administrativament estava format per dues subdivisions: el nord o Aijal (Aizwal) i el sud o Langleh. Les tribus principals eren el lushais, els pois, els hmars, els raltes, els paithes, els thados i els lakhers.

## Història
Els kukis que hi vivien al començar el segle XIX foren expulsats al nord cap el Cachar i després a les muntanyes de la vall del Surma. A la meitat del segle una segona onada de kukis fou expulsada cap al sud pels lushais que van aparèixer a partir del 1840. En els seus atacs del 1849 van atacar quatre pobles, un dels quals a 15 km de Silchar on van matar a 29 habitants i en van capturar 42; els atacants foren perseguits pel coronel Lister que el 1850 va destruir el poble del Mullah, un dels caps dels atacants. Això va aturar les expedicions un temps però es van reprendre el 1862; el 1868 i 1869 hi va haver atacs cap a Manipur i Sylhet i dues plantacions de te a Cachar (Noarband i Maniarkhal) foren cremades i saquejades. Es va enviar una força britànica però iniciada massa prop del temps de pluges no va aconseguir el seu objectiu.
El 1871 els lushais van fer una expedició a la vall de l'Hailakandi i van cremar el poble d'Ainakhal matant a 25 persones; la factoria de Alexandrapur fou destruïda i altres plantacions de te atacades; els atacants van acabar rebutjats després de matar 27 persones més incloent 7 soldats sipais. Van seguir atacs a Sylhet, Tripura i Manipur i, a l'hivern del 1871-1872, es van enviar dues columnes des de Chittagong i des de Cachar. L'expedició va tenir èxit i la pau va quedar garantida durant 15 anys.
El 1888 es van produir noves expedicions als Chittagong Hill Tracts i en un dels atacs fou ferit el coronel Stewart i dos caporals i en un altre es van matar els habitants d'un poble a 12 km de Demagiri. A l'hivern, una nova expedició fou enviada contra els atacants i es va establir una posició a Lungleh amb una guarnició de 200 homes; al mateix temps, Lianphunga, fill de Sukpilal, un cap notable lushai, va enviar una expedició a la vall del Chengri a la frontera dels Chittagong Hill Tracts; es van enviar unes columnes des de Silchar i Chittagong i el poble dels atacants fou cremat; el govern va decidir establir posicions militars a les muntanyes i es van fundar alguns forts: Fort Tregear al sud, i Aijal (Aizwal) i Changsil al nord.
A la part nord es va estacionar el capità Browne com a agent polític i tot semblava marxar bé quan, el setembre de 1890, els lushais es van revoltar. Van atacar Aijal (Aizwal) i Changsil i van matar a Browne i quatre sipais. Es va enviar una força des de Cachar dirigida pel tinent Swinton, que va morir en acció, però Aijal (Aizwal) i Changsil foren recuperades tot seguit. En dos mesos els rebels foren dominats excepte els caps més occidentals. L'abril de 1891 el sud fou controlat per un viceoficial polític dependent del Comissionat de Chittagong.
Llavors es va formar el districte de Lushai Hills. El 1892 es va acabar la pacificació de les zones occidentals quedant només les orientals. L'oficial polític McCabe es va presentar al poble del cap dels lushias orientals, de nom Lalbura, que refusava obeir als britànics i encara que atacat pels lushais, els va derrotar i una força de policia es va establir a la zona a Sonai, ja que els caps de la regió havien ajudat a Lalbura. El capità Shakespear, superintendent del sud, es va assabentar de l'atac a McCabe i va marxar al nord-est en el seu ajut. Quan va arribar a Vansanga tot el país es va rebel·lar i va haver d'agafar posicions defensives. Els lushais atacaven el seu camp i van atacar també Lungleh i Demagiri, tallant el telègraf i amenaçant les comunicacions. Shakespear fou ajudat per una columna enviada des de Birmània i les forces reunides van atacar als lushais i els van causar totes les pèrdues possibles abans de retirar-se per estar a punt d'esgotar els queviures. El desembre de 1892 es va enviar una nova expedició de càstig i va impressionar als pobles rebels que van veure que era inútil resistir i la rebel·lió es va acabar espontàniament i, en endavant, va regnar la pau.
El 1898 el districte, que estava dins el govern de Bengala, fou transferit a la província d'Assam (establerta el 1874) i Aizwal declarada capital.
Bengala Oriental i Assam van estar unides des del 1905 al 1912. Des del 1912 Assam fou un comissariat de Bengala, però el 1919 va recuperar la condició de província que ja havia tingut abans, i el districte fou inclòs en aquesta província d'Assam com a àrea tribal sense tractat. El 1935 l'àrea fou exclosa de colonització. El primer partit polític, la Mizo Common People's Union (MCPU), es va crear l'abril del 1946, rebatejat més tard com a Unió Mizo (MU) i propera al Partit del Congrés de l'Índia. Quan es creà una comissió per la independència índia, encarregada de tractat amb minories i àrees tribals, la Mizo Union reclamà que tot el territori mizo fou inclòs en el territori de les Lushai Hills. Nogensmenys, un altre grup, United Mizo Freedom (UMFO), demanà incloure el territori en Birmània o bé independitzar-se per separat.
El districte passà a formar part del territori tribal d'Assam, i el 1952 es creà el Lushai Hills Autonomous District Council. Però l'autonomia que els concediren no els va satisfer, malgrat els lligams dels cabdills amb el Partit del Congrés, fins que el 1954 es van abolir els caps i llurs privilegis, i en unió dels tribals de Manipur i Tripura, el 1955 es van reunir el 1955 a Aizawl i UMFP i MU crearen el partit Eastern India Union (EITU) i demanaren separar els seus territoris de l'Estat d'Assam. La Unió Mizo es va fracionar i un dels dos grups es va unir a l'EITU i l'altra no; després s'hi va unir la UMFO.
El 1959 el país patí una gran plaga de fam, coneguda com a Mautam (la fam). La causa fou que el floriment dels bambús provocà un augment de les rates, que un cop acabades les arrels de bambú, es menjaren les collites i infectaren les cases i cabanes, esdevenint una plaga. Això els obligà a recollir arrels i marxar a la jungla. Aleshores decidiren organitzar-se, ja que molts consideraven que la MU i el govern de Nova Delhi els havien abandonat. El 1952 Laldenga, antic militar i funcionari municipal, havia fundat la Mizo Cultural Society, que el març del 1960 canvià el nom pel de Mautam Front (Front de la Fam) i el setembre del 1960 el de Mizo National Famine Front (MNFF), que guanyà força popularitat entre els joves. El 22 d'octubre del 1961, Pravin Chandra Bhandjeo el transformaria a Assam en Front Nacional Mizo (MNF), per tal d'aconseguir la independència del país mizo en el Gran Mizoram.
El 1963 l'MNF obté dos dels tres diputats que li corresponen al districte mizo a Delhi, i a les eleccions del districte és el segon partit més votat. Laldenga visita Dacca i rep diners i armes del govern pakistanès. El 30 d'octubre del 1965 envia una carta al primer ministre indi, Lal Bahadur Shastri, on afirma que els mizo tenen dret a decidir el seu futur.
El 28 de febrer del 1966 Laldenga es fa amb la direcció de l'MNF i decideix prendre les armes amb suport de la República Popular Xina i Pakistan (la Mizo National Army, un miler d'efectius ben entrenats i estructurats), i seran actius a Mizoram i Tripura. Ataquen instal·lacions governamentals a Aizawl (ocupada durant vuit dies), Lunglei, Chawngte i Chhimluang. L'MNF imposà les seves pròpies lleis i impostos a la població civil, organitzen un govern i un parlament, i anihilen tothom que se'ls oposava. Àdhuc els policies han de pagar-ne protecció, ja que controlen les zones rurals. El Front Nacional Mizo va reunir aleshores un exèrcit de deu mil combatents.
Però el govern va respondre el 1967 declarant l'MNF fora de la llei, també desproporcionadament i amb mà dura (Operació Jericó), tot amenaçant el tradicional mode de vida dels mizo, ja que els recolocà en llogarrets i els cremà graners i collites, i les bases de Manipur i Tripura. Ayub Khan nega que el seu govern els doni suport. L'MNF rep ajut dels rebels naga i dels arakanesos. L'església presbiteriana intenta fer de mitjancera, però Laldenga no ho accepta. El juny del 1968 l'MNA obté armes de l'exèrcit birmà i ataca des del territori dels chin (xin) de Myanmar, conegut com a Chin Hills.
El 1969 el govern hindú agrupa els habitants de 245 llogarrets mizo en 57 assentaments, però el 1970 abandona el pla per la forta oposició de les autoritats locals. L'MNF continua les actuacions però, un cop esclata la guerra indopakistanesa del 1971, un grup de l'MNA es rendeix i Laldenga es veu obligat a fugir a Arakan, d'on anà a Karachi i d'aquí a Dhaka. La independència de Bangladesh va suposar un cop molt dur a les aspiracions dels mizo, ja que Pakistan no els podia ajudar directament.
El 1970 es va crear el territori de Mizoram amb 322.000 habitants, dels quals 222.000 són mizo, després que una delegació Mizo s'entrevistés amb Indira Gandhi i que el 21 de gener del 1972 esdevingué formalment territori de la Unió Índia, amb dret a tenir dos representants a la Lok Sabha. El govern va anar a un partit regionalista (la Unió Mizo). Amb això el districte va desaparèixer transformat en el territori de Mizoram.